# Combes (Texas)
Combes es un pueblo ubicado en el condado de Cameron en el estado estadounidense de Texas. En el Censo de 2010 tenía una población de 2.895 habitantes y una densidad poblacional de 362,68 personas por km².

## Geografía
Combes se encuentra ubicado en las coordenadas 26°14′47″N 97°43′36″O / 26.24639, -97.72667. Según la Oficina del Censo de los Estados Unidos, Combes tiene una superficie total de 7.98 km², de la cual 7.84 km² corresponden a tierra firme y (1.78%) 0.14 km² es agua.

## Demografía
Según el censo de 2010, había 2.895 personas residiendo en Combes. La densidad de población era de 362,68 hab./km². De los 2.895 habitantes, Combes estaba compuesto por el 83.39% blancos, el 0.52% eran afroamericanos, el 0.59% eran amerindios, el 0.28% eran asiáticos, el 0% eran isleños del Pacífico, el 14.3% eran de otras razas y el 0.93% pertenecían a dos o más razas. Del total de la población el 77.58% eran hispanos o latinos de cualquier raza.